# Heterocampa baryspus
Heterocampa baryspus är en fjärilsart som beskrevs av Dyar 1921. Heterocampa baryspus ingår i släktet Heterocampa och familjen tandspinnare. Inga underarter finns listade i Catalogue of Life.